# ایسوس پدفون ایکس مینی

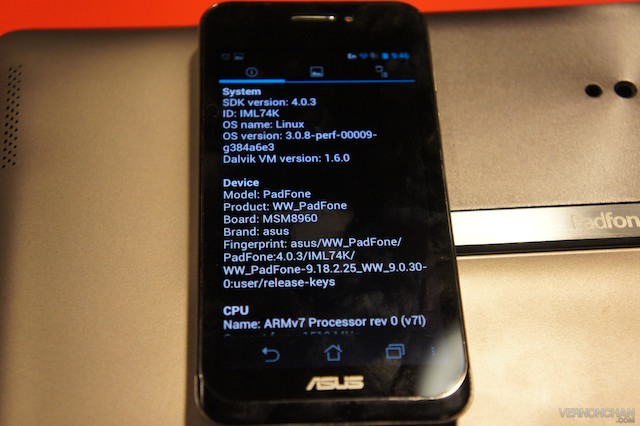
یک گوشی PadFone

پدفون ایکس مینی؛ محصولی از شرکت ایسوس است؛ که در ۱۵ اکتبر ۲۰۱۴ معرفی شد. این محصول، هم تبلت و هم اسمارت فون است. به طوری که دارای بدنه اضافه‌ای است؛ که با قرار دادن این محصول در آن، می‌توان از این گوشی در صفحه‌ای بزرگتر و در قالب یک تبلت استفاده کرد.

## طراحی
این فبلت مجهز به اندروید ۴٫۴ می‌باشد و در حالت عادی ۱۴۹ گرم و به همراه بدنه اضافه خود (پس از تبدیل شدن به تبلت) ۳۰۰ گرم وزن دارد.

## صفحه نمایش
این دستگاه مجهز به صفحه نمایشی ۴٫۵ اینچی است که رزولوشنی برابر با ۴۸۰ در ۸۵۴ دارد که پایین محسوب می‌شود. چگالی تصویر صفحه نمایش این فبلت هم ۲۱۸ پیکسل بر اینچ است. این دستگاه مجهز به سنسور روشنایی است.

## دوربین
این اسمارتفون دوربین زیاد خوبی ندارد و از یک دوربین ۵ مگاپیکسلی برخوردار است. فلش این دستگاه هم از نوع ال‌ای‌دی است و دوربینی با دیافراگم (گشادگی) F2.0 دارد. فوکس لمسی و عکاسی پاناروما و غیره از ویژگی‌های دوربین این فبلت است. دوربین جلویی این دستگاه هم ۲ مگاپیکسلی می‌باشد.

## سخت‌افزار
این دستگاه با توجه به اینکه دارای صفحه نمایشی بزرگتر هم هست، مسلماً به سخت‌افزار قوی نیاز دارد ولی متأسفانه این طور نیست و از چیپ اینتل اتم بهره می‌برد و پردازنده‌ای با ۲ هسته و کلاک ۱٫۶ گیگاهرتز دارد. رم این دستگاه ۱ گیگابایت است و حافظه این دستگاه ۸ گیگابایت است و از میکرواس‌دی هم پشتیبانی می‌کند.

## باتری
باتری این دستگاه ۲۰۶۰ میلی آمپر است که ضعیف به شمار می‌رود.